# Naomi Wu

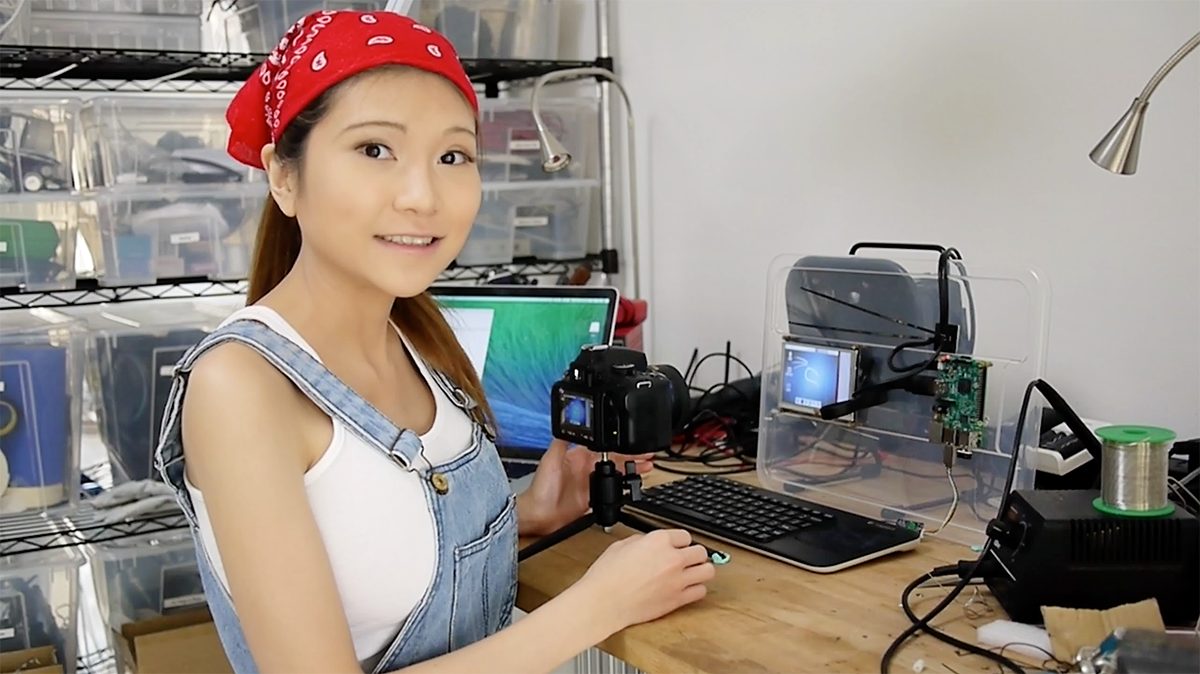
Naomi Wu (2015)

Naomi Wu, auch bekannt als Sexy Cyborg (chinesisch 机械妖姬; pinyin: jīxiè yāojī, chinesisch für „Maschinen-Zauberin“), ist eine chinesische DIY-Herstellerin und Internet-Persönlichkeit. Durch ihren Einsatz für Frauen in den Bereichen MINT, Transhumanismus, Open-Source-Hardware und Körpermodifikationen versucht sie, Geschlechter- und Technologiestereotype mit ihrer extravaganten öffentlichen Rolle in Frage zu stellen und Frauen zu inspirieren.

## Arbeit

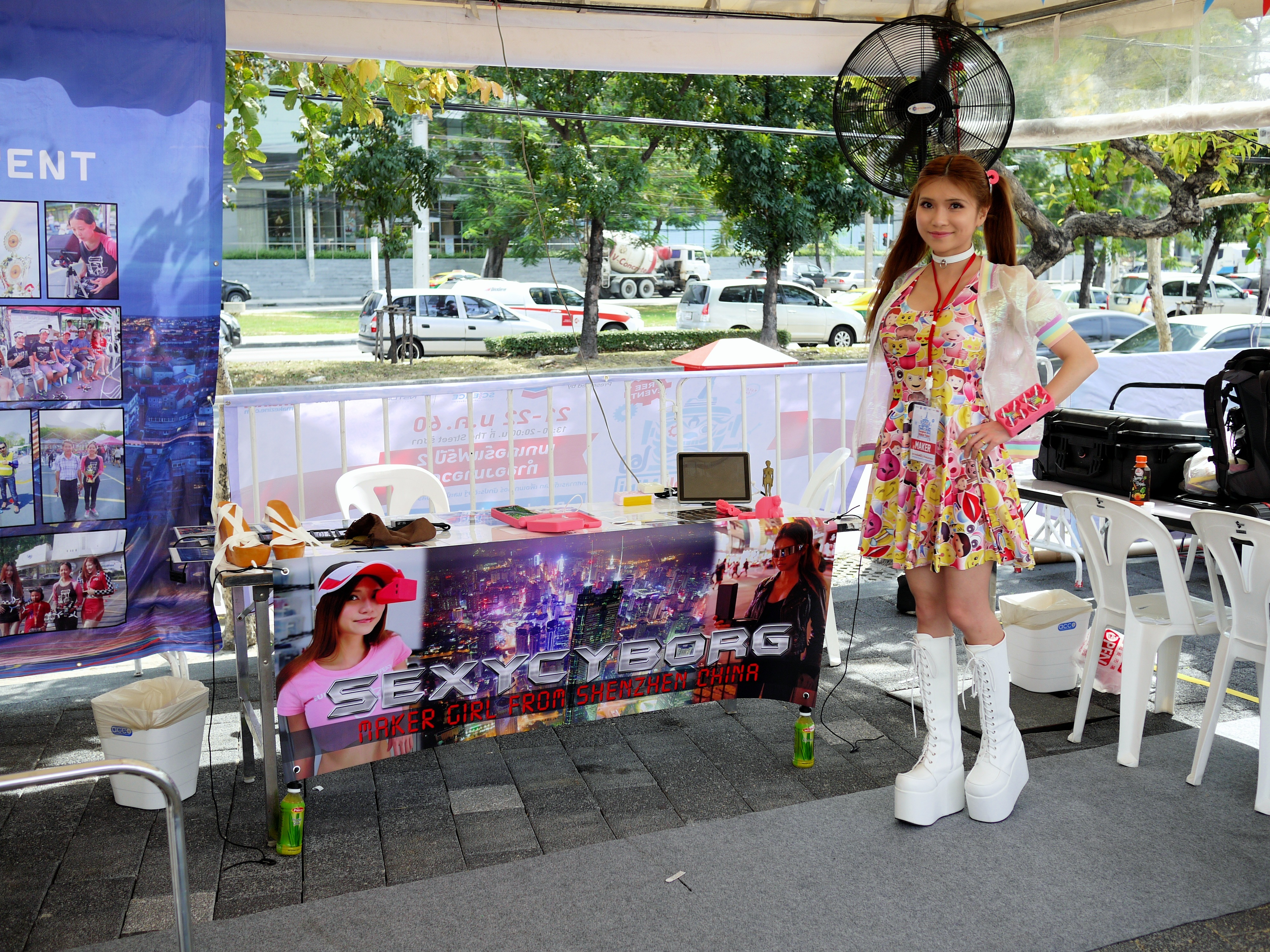
Wu bei der Bangkok Mini Maker Faire (2017)

Wu arbeitet als professionelle Coderin in Ruby on Rails und verwendet ein männliches Pseudonym, um ihre Identität zu schützen und Geschlechtsdiskriminierung auszuschließen. Sie prüft auch Elektronik. Wu unterhält Reddit- und Twitter-Konten unter der Bezeichnung SexyCyborg bzw. RealSexyCyborg.
Wu betätigt sich vorwiegend als Makerin, ihre DIY-Projekte konzentrieren sich auf tragbare Technologie, einschließlich Cyberpunk-Kleidung und Accessoires sowie andere Projekte.
Am Internationalen Frauentag 2017 wurde sie von 3D Printer & 3D Printing News als eine der 43 einflussreichsten Frauen im 3D-Druck benannt. Wu hält den 3D-Druck für die nächste Revolution im Desktop-Publishing und befürwortet die Verwendung des 3D-Drucks im chinesischen Schulunterricht, um Gestaltungsprinzipien und Kreativität zu vermitteln.
Am 5. November 2017 bezweifelte Dale Dougherty, der CEO von Maker Media, Herausgeber des Magazins Make:, in einem inzwischen gelöschten Tweet Wus Authentizität, wofür er sich tags darauf entschuldigte. In der Ausgabe der Make: Februar/März 2018 erschien Wu als erste chinesische Persönlichkeit auf dem Cover der Zeitschrift.
Im Jahr 2018 verbrachte ein Reporter der Zeitschrift Vice drei Tage mit Wu in Shenzhen, um die Stadt zu erkunden, Wus Freunde zu treffen, Wus Zuhause zu fotografieren und die lokale kreative Szene sowie Wus jüngste Schöpfung, den Sino: Bit, zu beschreiben. Der Sino: Bit ist ein Einplatinen-Mikrocontroller für die Computerausbildung in China und soll als erstes chinesisches Open-Source-Hardware-Produkt von der Open Source Hardware Association zertifiziert werden. Dieser Artikel wurde von Wu und anderen kritisiert, als sich herausstellte, dass Vice entgegen einer Vereinbarung Details aus ihrem Privatleben veröffentlichte, denn Wu befürchtete, dass sie dadurch Schwierigkeiten mit der chinesischen Regierung bekäme. Nachdem das Magazin Vice diese Geschichte nicht zurückgezogen hatte, schuf Wu ein Video, in dem sie Stiefel mit winzigen Videobildschirmen anfertigte, auf denen kurz die Privatadresse des Chefredakteurs von Vice zu sehen war. Die Zeitschrift Vice reagierte darauf, indem sie eine kurzzeitige Sperrung von Wus Patreon-Konto wegen Doxxing veranlasste.
Im 7./8. Juli 2023 meldete sie, dass sie sich nur noch auf Ihren Shop fokussiert und manchmal auf Videos, weil ihr die "Flügel gestutzt" wurden.